# Ganiganakoppa, Mulbagal
Ganiganakoppa là một làng thuộc tehsil Mulbagal, huyện Kolar, bang Karnataka, Ấn Độ.